# Joseph Rosemeyer
Joseph Rosemeyer (13 de marzo de 1872, Lingen - 1 de diciembre de 1919, Colonia) fue un ciclista alemán, que compitió en los Juegos Olímpicos de Atenas 1896.  
Rosemeyer finalizó cuarto en el evento de los 10 kilómetros. También participó de la prueba de contrarreloj, terminando en la octava y última colocación. En el evento de sprint, no pudo terminar la prueba por problemas mecánicos. Por último, tampoco pudo terminar el evento de los 100 kilómetros. 